# Cliobata diademoides
Cliobata diademoides är en tvåvingeart som beskrevs av Friedrich Georg Hendel 1933. Cliobata diademoides ingår i släktet Cliobata och familjen skridflugor. Inga underarter finns listade i Catalogue of Life.